# Brühharz
Brühharz (auch Brühpech, Metzgerharz oder Saupech) ist ein pulverförmiges Kiefernharz, wie z. B. Kolophonium. Es wird zur Enthaarung von geschlachteten Schweinen verwendet. 
Dazu wird das Harz auf das (geschlachtete) Schwein aufgestreut und mit heißem Wasser übergossen. Nach dem Erkalten verkleben dadurch die Borsten und lassen sich mit einer Kette oder Ähnlichem abschaben. Brühharz ist im Metzgereibedarf oder in ländlichen Regionen im Supermarkt erhältlich.